# Lana Pudar
Lana Pudar (Mostar, 19. siječnja 2006.) bosanskohercegovačka je plivačica. Specijalistica je za stil delfin. Osvojila je zlatnu medalju na 200 m i brončanu na 100 m na Europskom prvenstvu u vodenim sportovima 2022., brončanu na 200 m na FINA Svjetskom prvenstvu u plivanju 2021., a nastupila je na Olimpijskim igrama 2020. u Tokiju. Državna je rekorderka u svih šest disciplina delfin, i rekorderka Mediteranskih igara u disciplini 100 m delfin za žene.

## Karijera
Godine 2021. na Europskom juniorskom prvenstvu osvojila je zlatnu medalju na 100 m i srebrne medalje na 50 i 200 m.
Kao druga najmlađa plivačica na Olimpijskim igrama 2020. završila je na 19. mjestu u utrci na 100 m.
Na FINA Svjetskom prvenstvu u kratkim bazenima 2021. osvojila je broncu na 200 m delfin i donijela BiH prvu međunarodnu seniorsku medalju u plivanju. Na Europskom prvenstvu u vodenim sportovima 2022. održanom u Rimu osvojila je zlato na 200 i broncu na 100 m, oborivši u oba finala državne rekorde.
Na Europskom juniorskom prvenstvu 2023. u Beogradu bila je dominantna, osvojivši zlatnu medalju u sve tri discipline stilom delfin i postavivši u svakoj novi rekord europskih juniorskih prvenstava.
Na Svjetskom juniorskom prvenstvu 2023. u Netanyi osvojila je zlatna odličja na 100 i 200 m te srebrno na 50 m.
Sljedeću godinu počela je nastupom na Svjetskom prvenstvu u Dohi. Zbog problema s ramenom odlučila se natjecati samo na 200 m, gdje je osvojila broncu.

## Osobni život
Kći je nekadašnjeg nogometnog vratara Velibora Pudara.

## Vanjske poveznice
- Profil na FINA-i
- Profil na SwimRankings.net
- Olimpijski profil (MOO)
- Profil na Olympediji
- Tribina specijal: Lana Pudar, Al Jazeera Balkans, 2. travnja 2021. (YouTube)